# Ulosominus
Ulosominus är ett släkte av skalbaggar. Ulosominus ingår i familjen vivlar.

## Dottertaxa tillUlosominus, i alfabetisk ordning[1]
- Ulosominus angustatus
- Ulosominus differens
- Ulosominus elegans
- Ulosominus inaequalis
- Ulosominus littoralis
- Ulosominus longicollis
- Ulosominus marginatus
- Ulosominus micans
- Ulosominus minutissimus
- Ulosominus nanus
- Ulosominus posticus
- Ulosominus quadrifasciculatus
- Ulosominus quichensis
- Ulosominus rufus
- Ulosominus setosus
- Ulosominus squamulosus
- Ulosominus triseriatus
- Ulosominus versicolor
- Ulosominus zunilensis